# Piaszczyk opalony
Piaszczyk opalony (Ammospermophilus nelsoni) – endemiczny gatunek świstaka zamieszkującego w południowej części doliny San Joaquin w amerykańskim stanie Kalifornia. Międzynarodowa Unia Ochrony Przyrody (IUCN) wymienia gatunek w Czerwonej księdze gatunków zagrożonych jako gatunek zagrożony (EN – endangered).

## Tryb życia
Po ciąży trwającej 26 dni samica rodzi 6–12 (średnio dziewięć) młodych. Sezon lęgowy zbiega się ze zwiększoną dostępnością roślinności zielonej, która stanowi podstawę diety. Poród następuje w marcu. Młode po raz pierwszy opuszczają norę około pierwszego tygodnia kwietnia. Przeciętny okres życia tych zwierząt to jeden rok, choć mogą osiągać wiek 5 lat. W okresie upałów wykazuje aktywność rano i późnym popołudniem. W okresach gdy temperatura powietrza jest niższa niż 10 °C piaszczyk woli pozostać pod ziemią.

## Zasięg geograficzny
Gryzoń zamieszkuje endemicznie tereny w południowej części doliny San Joaquin w amerykańskim stanie Kalifornia.

## Ekologia
Piaszczyk opalony jest wszystkożerny, ale podstawę diety (szczególnie w okresie wzmożonej wegetacji roślin – od grudnia do kwietnia)
stanowi roślinność zielona, trawy i ich nasiona oraz owady. W porze suchej piaszczyk żywi się owadami. Do głównych drapieżników polujących na piaszczyki należą łasicowate.

### Siedlisko
Piaszczyk opalony zasiedla suche, płaskie lub pagórkowate tereny o nachyleniu nie większym niż 10–14°. Lubi gleby aluwialne, gliniaste, piaszczyste lub żwirowe. Zwierzęta zamieszkują tereny porośnięte trawą lub niewielkimi krzewami. Połowa siedlisk jest statystycznie zajmowane przez mniej niż jedno zwierzę na hektar, a 15% siedlisk zasiedla przeciętnie 3–10 zwierząt na hektar.